# Индустријска зона Катањина-Палацина (Пјаченца)
Индустријска зона Катањина-Палацина је насеље у Италији у округу Пјаченца, региону Емилија-Ромања.
Према процени из 2011. у насељу је живело 51 становника. Насеље се налази на надморској висини од 60 м.